# Gymnelia nobilis
Gymnelia nobilis là một loài bướm đêm thuộc phân họ Arctiinae, họ Erebidae.